# Fragilitat osmòtica
La fragilitat osmòtica de l'eritròcit o glòbul vermell és la susceptiblitat que aquest tenen aquestes cèl·lules a d'hemolitzar-se quan es troba en un medi hipotònic. L'examen de la fragilitat osmòtica es realitza per detectar la probabilitat que els eritròcits es descomponguin. La membrana d'aquestes cèl·lules és semipermeable i, si apareixen gradients osmòtics (intracel·lular-extracel·lular), es pot trencar donant lloc al fenomen conegut com a hemòlisi.

## Test de la fragilitat osmòtica

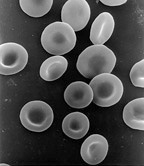
Eritròcits

L'examen de la fragilitat osmòtica indica que una proporció d'eritròcits té una disminució en la relació de superfície/volum i són més susceptibles a la lisi quan estan en solucions hipotòniques.

### Realització de l'examen
La prova consisteix a extreure sang del pacient i afegir-li EDTA per evitar que es coaguli. La fragilitat osmòtica dels eritròcits es mesura introduint un determinat volum de la mostra de sang a diferents tubs on hi ha solucions amb diferent concentració d'una sal, normalment NaCl. Es deixa reposar, aproximadament, trenta minuts i després se centrifuga a 2.500 rpm durant 5 minuts. Per determinar si existeix alguna anomalia es compara la concentració on s'ha produït l'hemòlisi inicial i la concentració de l'hemòlisi total amb els paràmetres estàndards. En condicions normals, l'hemòlisi inicial s'ha d'observar al tub amb NaCl 0,45% i la total a 0,35%. Altres valors indiquen una alteració.
L'increment de fragilitat osmòtica d'un eritròcit és inversament proporcional a la concentració de clorur de sodi i directament proporcional al gruix de la membrana plasmàtica. Tenint en compte aquestes característiques es podrà determinar la malaltia.
S'ha de tenir en compte que aquest test no detecta l'hemòlisi aguda, ja que no exclou una anormalitat en la fragilitat osmòtica de les hematies normals a causa que les cèl·lules poden ser hemolitzades i no estar presents. Per això, es recomana fer el test durant l'estat d'homeòstasi prolongada d'un hematòcrit estable per poder detectar correctament la fragilitat dels eritròcits.

## Bases bioquímiques

### Estructura de la membrana de l'eritròcit

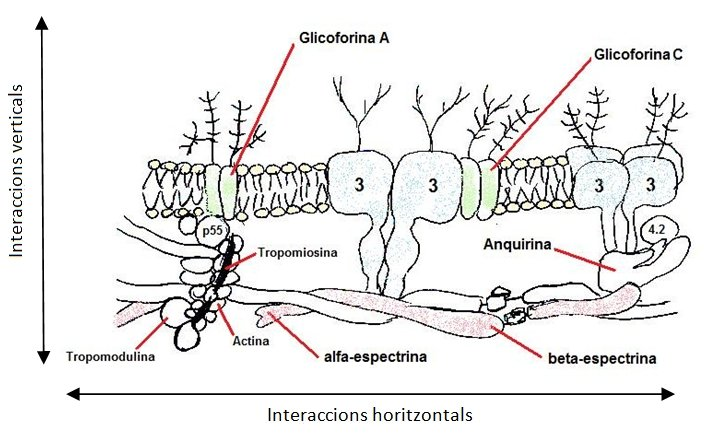
Estructura de la membrana d'un eritròcit

La membrana dels eritròcits és una bicapa lipídica que presenta una composició general molt semblant a la de la resta de cèl·lules de l'organisme. Pel que fa a la part lipídica, el 80% correspon a fosfolípids i colesterol i la resta, a glicolípids i aminofosfolípids, tots distribuïts asimètricament al llarg d'aquesta membrana plana. Per altra banda, trobem les proteïnes integrals, que s'enllacen a la bicapa mitjançant enllaços apolars i li proporcionen fluïdesa gràcies al seu moviment al llarg de la mateixa; i també proteïnes perifèriques que interaccionen entre si i amb el citoesquelet per formar una mena de xarxa que cobreix la cara citoplasmàtica de la membrana. Aquest enreixat és el que proporciona estabilitat i viscoelasticitat a la membrana i, per tant, el que controla la forma de l'eritròcit, permet la unió amb altres cèl·lules i substàncies i també la formació de dominis especialitzats. 

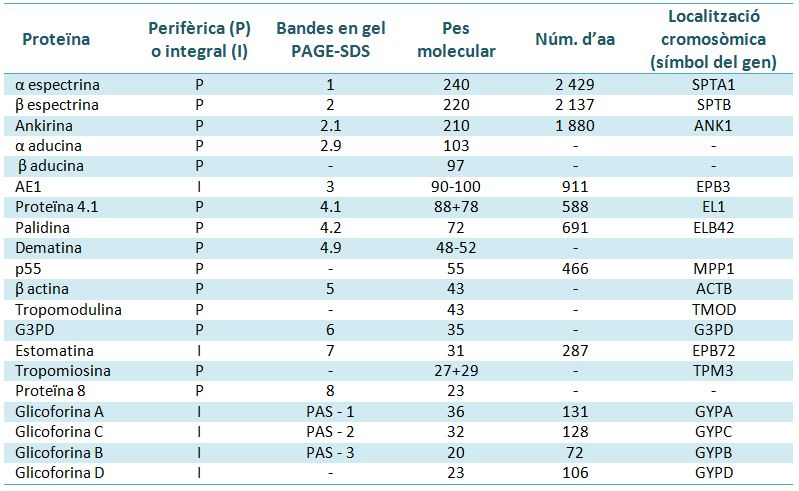
Propietats bioquímiques i moleculars de les proteïnes de membrana de l'eritròcit

Sota el nom de banda 3 es recull un grup d'intercanviadors aniònics (AE 0-3) presents en les membranes de totes les cèl·lules i orgànuls del cos. En la membrana eritrocitària, la banda 3, AE1, representa el 25% de les proteïnes integrals. Està formada per 3 dominis amb funcions estructurals i metabòliques específiques. El domini transmembrana proporciona els canals que permeten l'intercanvi clorur-bicarbonat; el domini citoplasmàtic C-terminal s'uneix a l'anhidrasa carbònica, un enzim que permet el pas del bicarbonat al plasma, i el domini citoplasmàtic N-terminal permet l'anclatge de la membrana al citoesquelet i la unió d'enzims glicolítics, hemoglobina i hemicrons. La banda 3 també està implicada en el manteniment de l'equilibri osmòtic, del volum cel·lular i de la integritat estructural de l'eritròcit.
La glicoforina és una altra proteïna integral que contribueix a l'estabilitat de la membrana gràcies a la seva interacció amb proteïnes perifèriques i també col·labora en l'intercanvi iònic transmembranós.
L'espectrina (composta per les subunitats α i β) és la proteïna més abundant de la xarxa proteica i la responsable del seu manteniment. Altres proteïnes importants són l'ankirina, l'actina o la proteïna 4.1.

### Fragilitat de l'eritròcit

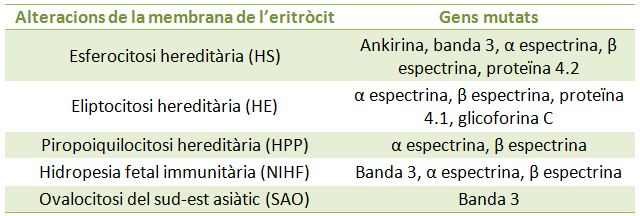
Trastorns de la membrana de l'eritròcit relacionats amb mutacions de gens

La integritat de la membrana de l'eritròcit depèn concretament de dos tipus d'interaccions entre les proteïnes.
Per una banda, depèn de la fixació del citoesquelet a la doble capa lipídica. Les interaccions responsables d'aquesta acció s'anomenen verticals i són les que es produeixen entre l'espectrina i la banda 3 (estabilitzades per l'ankirina i modulades per la ptroteïna 4.2) o entre la banda 3 i la proteïna 4.1. 

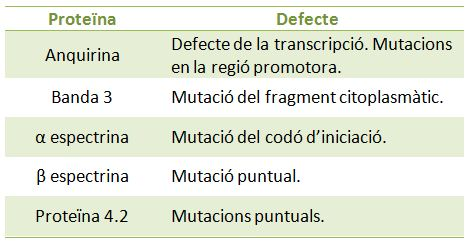
Proteïnes defectuoses relacionades amb l'esferocitosi hereditària

Per l'altra, també ve determinada per l'estabilitat global del citoesquelet, de la qual s'encarreguen les interaccions horitzontals. Aquestes són les que es donen entre les diferents molècules d'espectrina o entre l'espectrina, l'actina i la proteïna 4.1, estabilitzada per la dematina.
Qualsevol alteració en alguna de les proteïnes de la membrana (integral o perifèrica) afectarà directament a les interaccions entre elles i això comportarà una disminució de l'elasticitat i la deformabilitat característiques de l'eritròcit i, per tant, un augment de la fragilitat. Consegüentment, es donarà un canvi en la forma natural de l'eritròcit, que és la d'un disc bicòncau, i en molts casos les hematies tindran una àrea de membrana més petita pel seu volum que el normal. Aquesta pèrdua de membrana és deguda a la mateixa fragilitat, que afavoreix la formació de vesícules. Això impedirà que la cèl·lula s'expandeixi de forma adequada quan estigui en contacte amb un medi hipotònic, de manera que l'hemòlisi serà més freqüent perquè l'eritròcit presentarà una major fragilitat osmòtica.

### Trencament de la membrana
Les alteracions de les proteïnes que configuren la membrana eritrocitària poden ser degudes a molts factors, entre ells les mutacions genètiques i canvis hormonals.
La mutació en algun dels gens que sintetitzen per les proteïnes de membrana de l'eritròcit provoquen diversos trastorns clínics que impliquen un augment de la fragilitat osmòtica de l'hematia. Per exemple, l'esferocitosi hereditària, que forma part de les anèmies hemolítiques, es caracteritza per la producció d'eritròcits esferoïdals i és causada per una varietat de mutacions en els gens que transcriuen per l'espectrina, l'ankirina, la banda 3 i la proteïna 4.2. Aquests defectes provoquen normalment una alteració de les interaccions verticals, de manera que causa una separació entre la bicapa de fosfolípids i l'espectrina i els fosfolípids formen vesícules. Així, l'eritròcit perd àrea de membrana i veu disminuïda la seva capacitat de deformabilitat.
Però les proteïnes de la membrana també es poden veure alterades per canvis hormonals. Aquests, per exemple, poden afectar l'activitat de les bombes de Na+ i K+, propiciant així un medi on augmenti la fragilitat osmòtica.

### Conseqüències del trencament

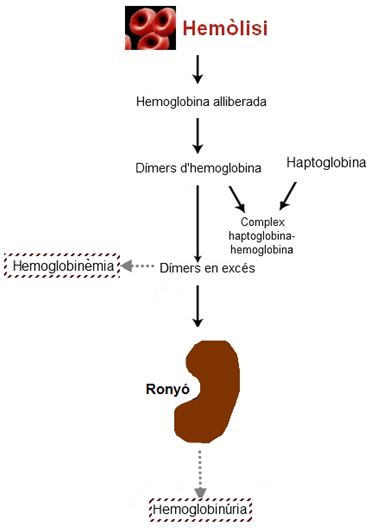
Procés d'hemòlisi

El trencament de la membrana de l'eritròcit significa una disminució del nombre de glòbuls vermells i l'aparició d'alguns tipus d'anèmia.
L'hemòlisi de l'eritròcit comporta un alliberament de l'hemoglobina d'aquest. L'alliberament d'hemoglobina a la circulació contribueix a la morbiditat i a la mortalitat en qualsevol tipus d'anèmia hemolítica crònica. La principal conseqüència del trencament de l'eritròcit és la disminució de cèl·lules transportadores d'oxigen. Un dels components principals de l'eritròcit és l'hemoglobina i quan aquesta s'allibera al medi extern per hemòlisi, l'eritròcit no disposa de la proteïna necessària per transportar l'oxigen, ja que aquest no es pot unir al glòbul vermell.
Si l'hemòlisi és intravascular, l'hemoglobina alliberada es dissocia en dímers α i β, que s'uneixen a l'haptoglobina (alfa-globulina) o oxiden a metahemoglobina. El complex haptoglobina-hemoglobina es depura ràpidament mitjançant el sistema fagocític-mononuclear. Però si la quantitat d'hemoglobina que s'allibera supera la capacitat de fixació de l'haptoglobina (hemoglobinèmia), l'hemoglobina en excés travessa els glomèruls renals. Quan es filtra, és absorbida pel túbul proximal i catalitzada per cèl·lules tubulars. Ara bé, si també se supera la capacitat d'absorció d'aquestes cèl·lules, es produeix hemoglobinúria. El pas final consisteix a produir bilirubina a partir del grup hemo a l'hepatòcit. Com més ràpida és la destrucció dels eritròcits i més ràpida és la degradació de l'hemoglobina, més quantitat de bilirubina hi ha als fluids de cos. Els efectes tòxics de la bilirubina han estat documentats en diversos sistemes biològics. Una acumulació anormal de bilirubina pot produir encefalopatia bilirubínica.
L'hemòlisi extravascular té lloc quan els eritròcits són fagocitats per macròfags a la melsa, el fetge i la medul·la òssia. Però aquest tipus d'hemòlisi es produeix dins els macròfags i no comporta l'alliberament de l'hemoglobina al plasma.

## Resultats i diagnòstic

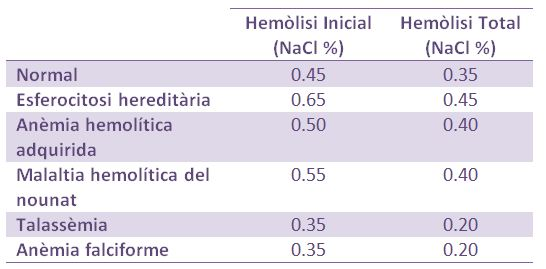
Resultats anòmals en el test de fragilitat osmòtica

La situació normal és que els resultats siguin negatius. En el cas que es doni un resultat positiu i s'observin resultats anòmals, el més probable és que el diagnòstic variï entre talassèmia i esferocitosi hereditària.